# 秋田犬
秋田犬（あきたいぬ、あきたけん）は、秋田県原産の日本犬の一種。国の天然記念物に指定されている。日本犬種のうち唯一の大型犬種である。

## 概要
日本犬の最北系、中北系、南方系の3種のうち、秋田犬は最北系に属する大型犬である。地元では「大館犬（おおだていぬ）」とも呼ばれていたが、1931年（昭和6年）7月に国の天然記念物に指定された際に「秋田犬」として指定されたことから以後この名称が一般化した。
日本人の間では忠犬ハチ公のエピソードで有名であり、主人に忠実な家庭犬の品種として、広く知られている。奥羽山脈一帯で狩猟犬として飼育されていたマタギ犬や大館地方の地犬を基にして作られた犬であり、平成にはいっても秋田県下を中心に家庭犬（ペット）としての愛好者が多い。「あきたいぬ」と読まれており、藩政時代から「マタギいぬ」、「おおだていぬ」、「あきたいぬ」と変遷しつつ呼ばれてきた。一部自治体では「特定犬」に指定され、檻の中での飼育が義務化されている。
明治期に洋犬との交配による品種改良により大型化している。秋田犬協会（1948年-2016年）からヤマザキ学園大学に寄贈された1950年代の昭和25年頃から昭和末期の1980年代にかけて秋田犬を撮影した8ミリフィルム動画438本によると、かつては耳が折れ曲がっていたり、体毛にブチ模様があったりする洋犬の特徴を持った秋田犬がいたことが分かる。このように歴史的に他犬種の影響を受けてきた犬種ではあるが、2004年にアメリカ合衆国の研究チームが犬とオオカミでのDNAを比較した調査によると、調査対象になった世界の85種類の犬種の中で、秋田犬はシャー・ペイ、柴犬とチャウチャウに次いでオオカミに近い犬種であることが判明している。

## 特徴

### 身体的特徴
- 体高は58-70cmであるが、オス67cm、メス61cmを理想体高としている[12]。
- 大型犬で、胴体、肢、吻は、がっしりとしている。
- 体長は、体高に比べやや長め[13]。
- 体毛は下毛と上毛の2層構造で、耐寒能力に優れる[13]。下毛は密度が高く、上毛は長さ5cm前後の硬い直毛である[13]。
- 毛色は赤毛が最も多く、それに次いで虎毛と白毛がある[12]。ただし、秋田犬標準には、黒毛・胡麻毛・斑毛もある[14]。
- 虎は黒虎、赤虎、霜降り虎と分けられている。
- 闘犬として改良・飼育された経緯から、高い身体能力を備え、力も強い。
- 股関節形成不全、鼓腸症にかかりやすい。また、ホヒトー小柳ー原田病が他の犬種に比べて出現頻度が多いと言われる。

### 性格
- 飼い主に忠実で、番犬としての適性に優れる[15]。
- 見知らぬ人間や他の犬に対する攻撃性が強く、威圧的な態度をとることもある[15]。保険金支払データ（賠償責任事故）の犬種ごとの事故の発生率を集計したところ、秋田犬が発生率3.7%と最も高く、続いてバーニーズ・マウンテン・ドッグ（2.1%）、ボーダー・コリー（1.2%）となっており、闘犬種ということも有って人間や他の動物に対して危害を加えないように飼育には特に注意が必要である[16]。
- 1972年、秋田犬がポメラニアンを噛み殺した事件で「秋田犬は一般にどう猛で人や動物を襲いやすく飼育が困難」として賠償を認める判決が東京地方裁判所であった。判決に対し秋田犬保存会は、裁判官は秋田犬を誤解しているとして抗議文を送っている[17]。

## 歴史

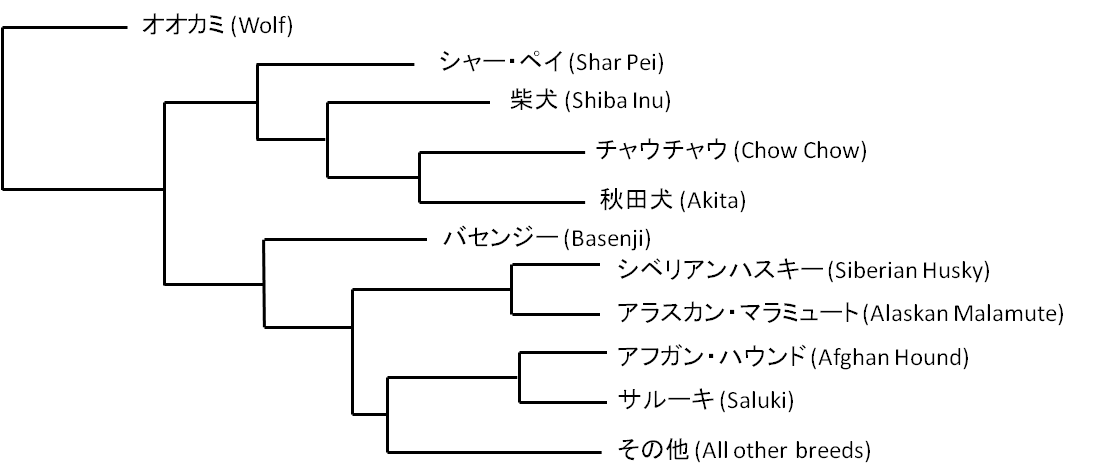
古代犬種の系統樹

### 闘犬としての利用
古来、東北地方にはマタギ犬と呼ばれる狩猟犬が飼われていた。秋田地方でも「秋田マタギ犬」と呼ばれるマタギ犬がいたが、これは中型犬で秋田犬とは区別される。秋田犬の直接の祖先犬は大館地方で武士や豪農によって番犬や闘犬として飼われていた犬で、古くから大館犬とよばれていた。
江戸時代、出羽国北部の秋田地方は、佐竹氏（秋田藩）によって治められた。佐竹氏は関ヶ原の戦いでの日和見的な態度により、常陸国から転封された外様大名であり、江戸幕府によって藩内の築城や武力の向上が厳しく警戒された。佐竹家では久保田城の佐竹宗家を中心として、一族の東家、西家、北家、南家を、それぞれ久保田城下、大館、角館、湯沢に配した。江戸時代、大館城代の佐竹西家（小場家）は闘犬によって家臣たちの闘志を養ったとされる。

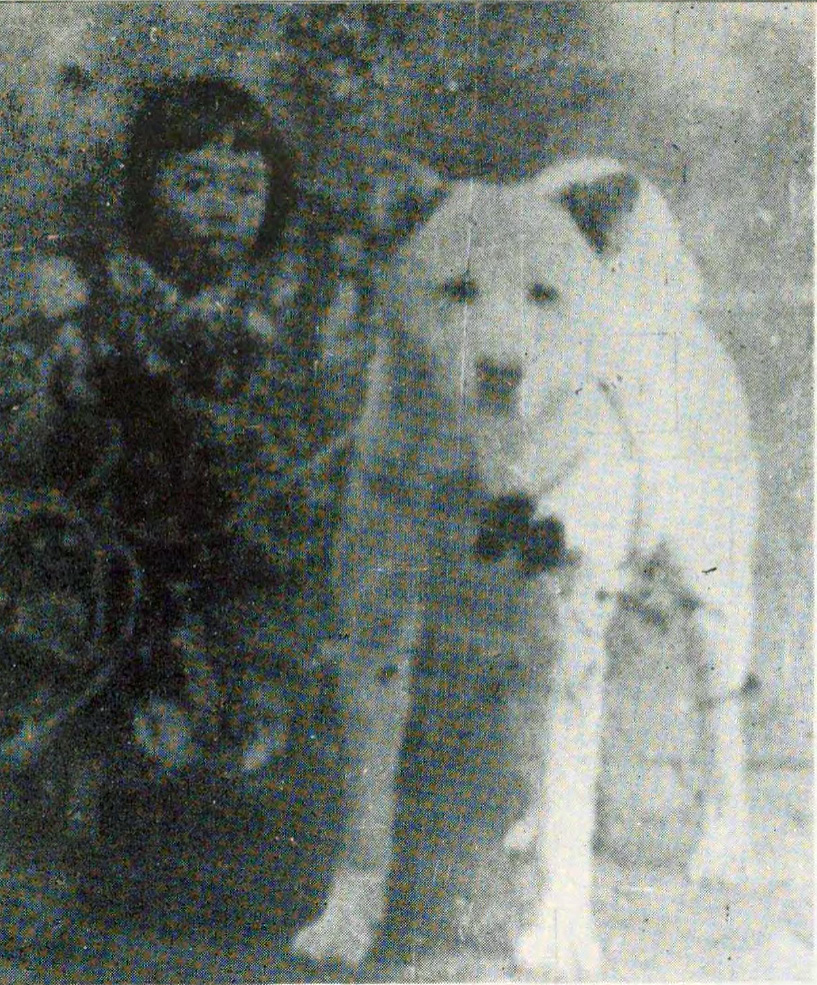
明治40年頃の秋田犬

大館藩の藩主は大館犬の巨大化改良を目論んでおり、参勤交代の際に街道筋の大型の野犬を連れ帰った。これらを固定化して闘犬に使用した。昭和6年（1931年）に当時の大館町で開催された「古老犬座談会」によると、江戸時代末期、大館の浄応寺、通称「中の寺」に「モク」という名の名犬が飼われていた。モクは安政末の生まれで、戊辰戦争の戦火をくぐり抜け、明治4、5年（1871、72年）まで生きたが、肩丈2尺8寸位（約85cm）あり、大人を乗せても潰れないほどの大型犬だったという。モクは立耳、巻尾の純和犬で、色はゴマ、毛は長かった。
明治に入ると各地を巡業していた土佐闘犬の興行が大館町を訪れて、大館犬と戦った。しかし、当時の土佐闘犬は七・八貫（約26.3kg-30kg）で大館犬は十二貫（約45kg）だったため、大館犬が直ぐに噛み倒してしまった。
一方、洋犬種としては、まず大館に近い小坂銅山のドイツ人技師の飼い犬であったマスティフと思われる犬と、明治中期以降には、ジャーマン・シェパード・ドッグやグレート・デーンなどとの交配も行われた。これによって立耳、巻尾といったスピッツタイプ本来の特徴が失われた犬は旧来の秋田マタギに対して「新秋田」と呼ばれた。
また、日清戦争以降には南樺太へ出稼ぎに行った人たちが持ち込んだ樺太犬や北海道犬も入っている。
江戸、明治と盛んに行われた闘犬も、明治末の1908年（明治41年）に至り、社会的弊害に鑑みて、ついに秋田県下に闘犬禁止令が発令された。警視庁が闘犬・闘鶏・闘牛を全国で禁止するのが1916年（大正5年）7月26日のことであり、それに8年も先駆けての禁止令は、県下での白熱ぶりを偲ばせる。洋犬との雑化によるタイプの乱れに、闘犬禁止令、洋犬人気の高まりなどが重なって、秋田犬にとっては不遇の時代がしばらく続いた。

### 再作出への取り組みと天然記念物指定

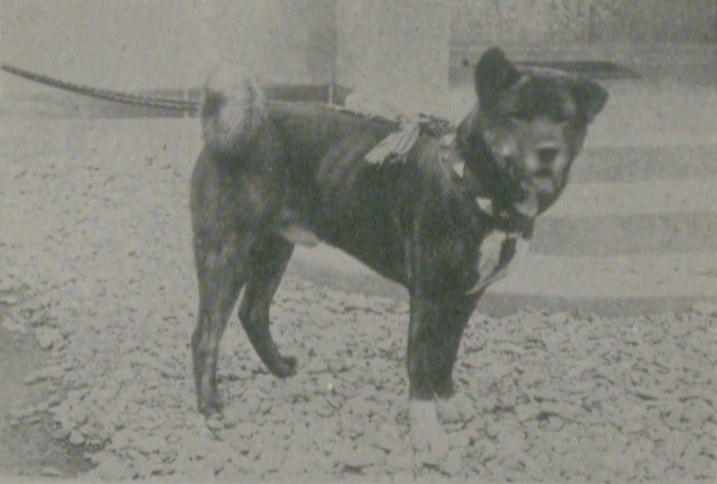
栃二号

大正年間に入る頃から、学識者や関係者によって、「秋田犬を保存すべし」という世論が高まりを見せた。保存運動の中心となったのは、雑化を危惧した当時の大館町長（泉茂家）らである。このような動きは秋田犬に限ったことではなく、明治期の舶来文物偏重や交通の自由化等による洋犬等との雑化と、その反動としての保存運動は、全国の日本犬に関する共通の動きだった。
このような流れの中、1919年（大正8年）には、種族保護に関する法律、すなわち史蹟名勝天然紀念物保存法が発布された。同法の制定に向けて中心となって動いた渡瀬庄三郎は、当時の「日本犬保守運動」の中心人物でもある。渡瀬らは翌1920年（大正9年）、内務省の視察団として、秋田犬の調査のために大館町（現・大館市）を訪れたが、この時はタイプの雑化が甚だしく、天然記念物への指定には至らなかった。渡瀬は1922年（大正11年）の動物学会において 「日本犬の起源に就いて」と題する発表を行ったが、一番の議論の焦点は秋田犬であったという。
これ以後、同好者による秋田犬の繁殖改良・再作出への取り組みはいっそう勢いを増し、大舘町長は自身が所有していた純血の秋田犬雄１匹と、周辺の純血の雌犬4匹を交配させ、さらにかつて町長が山形県知事に贈った雄犬の元にも雌犬を連れて行き交配させるなどした。
純系の優秀犬を得るためには大型同士よりも中型の純血種との交配の方が得られるのではないかと考え秋田マタギ犬が交配された。また、北海道犬や岩手犬の血を加えることで、再び元の立ち耳・巻き尾の秋田犬の姿を取り戻した。
1927年（昭和2年）5月には、町長らによって「秋田犬保存会」が設立された。日本犬保存会が東京に 設立されたのは、これより1年遅い1928年（昭和3年）6月のことである。
保存会の設立以降、秋田犬復興への取り組みはいよいよ本格的になり、1931年（昭和6年）春の、鏑木外岐雄らによる再調査を経て、同年7月31日、9頭の優秀犬が、「秋田犬（あきたいぬ）」として国の天然記念物としての指定を受けるに至った。これは日本犬としては初の天然記念物指定である。
この1年後の1932年（昭和7年）10月4日、帰らぬ主人・上野英三郎（東京帝国大学教授）を渋谷駅で待ち続ける秋田犬「忠犬ハチ公」が、日本犬保存会初代会長である斎藤弘吉の寄稿によって「いとしや老犬物語」として『朝日新聞』に報道され、注目を集めた。2年後の1934年（昭和9年）4月には、東京渋谷の駅頭でハチ公像が除幕されている。ハチ公は翌1935年（昭和10年）3月8日に11歳4か月で死亡したが、主人に忠実な秋田犬は、忠犬ハチ公の名とともに、ますます世に知られることになった。この1934年（昭和9年）頃から、秋田犬保存会は犬籍登録を実施。1938年（昭和13年）には「秋田犬標準」も制定され、展覧会も開催されるようになったが、これは太平洋戦争の勃発によって、一時中断されることとなった。

### 戦中の受難と戦後の混乱
日中戦争から太平洋戦争に至る時代の食糧不足、ことに大戦末期と終戦後の深刻な食糧難は、大型犬である秋田犬の保存に甚大な被害を与え、秋田犬の数は激減した。餌として与えるものも、ワラビノリやカタクリ澱粉、野菜類など、植物質のものがほとんどであり、どうにか生き延びても子が生まれなかったり、生まれた子犬も栄養失調でうまく育たず、ようやく育っても、ジステンパー等の病気によって多くが死んだりしたという。
大型犬であればその分必要とする食料も多くなるため、犬に餌をやるだけでも国賊呼ばわりされたという時代であった。大きな犬は目を引く分、風当たりも強かった。戦時下では、軍用の防寒衣料として犬の毛皮を使用したため、軍用犬となるジャーマン・シェパード・ドッグ以外の犬には捕獲命令が出されていた。その捕獲を逃れる目的で、ジャーマン・シェパード・ドッグを交配したことが、秋田犬の純化を後退させることともなった。
1945年（昭和20年）の終戦の時点では、血統の正しい秋田犬は、愛犬家の非常な努力により残された、わずか十数頭に過ぎなかった。これらの犬を土台として、戦後再び純血種としての繁殖固定が行われた。
ヘレン・ケラーへの贈呈のエピソード（詳細は後述）や、連合国軍のアメリカ軍兵士らが体が大きく愛らしい顔つきの秋田犬を好んで飼ったこと、戦後混乱期に番犬としての需要が高まったことが相まって、秋田犬はちょっとしたブームとなった。このため、この時代は、雑種化したものまでが高い値段で売られ、1955年（昭和30年）頃までは、様々なタイプの「秋田犬」が繁殖・販売されたという。
この当時広く出回った、太く大きく雄大ではあるが、顔・色・体の造り等に、戦時中に交雑したジャーマン・シェパード・ドッグの特徴を半ば残しているものを、「出羽系」と呼んでいる。この頃、全犬種団体共同の展覧会でトップになった「金剛号」も出羽系であり、秋田犬保存会においてさえ、金剛号の子で同じ出羽系の 「金朝号」が名誉章を受賞している。出羽系には繁殖力の強さもあり、昭和20年代を通して、秋田犬界を席巻する勢いがあった。
しかし、その一方では、わずかな純血種の個体を土台として、マスティフやジャーマン・シェパード・ドッグ等の外来犬の特徴を除去して本来の秋田マタギ犬に近づける努力が、保存会を中心に続けられた。改良、繁殖、指導への取り組みが実を結び、大型犬種としての固定化が実現したが、1955年（昭和30年）頃からは、この「一ノ関系」が秋田犬の主流となった。やがて出羽系の犬は、国内ではほぼ完全に排除されることとなった。
一方、占領軍兵士の帰国とともにアメリカに渡った当時の「秋田犬」の子孫は、現在「アメリカン・アキタ」として、アメリカを始め、世界各地に広がっているが、これらはほぼすべてが出羽系の血統であると言ってよい。多くの地域では、その当時の犬の子孫がそのままに飼われており、かつての占領軍兵士は秋田犬の中でも特に体格の良い、いわゆる「熊顔」型の秋田犬を持ち帰ったことより、一ノ関系が主流となった日本の秋田犬とは外観などがかなり異なっているので、独自の犬種と見なされている。
例外的に、アメリカ西海岸のみは、1969年（昭和44年）に秋田犬保存会の支部が作られ、毎年の展覧会や継続的な指導の結果、日本と変わらなくなっている。

### 現代
その後、秋田犬は全国的に飼育されるようになり、2010年代に至っている。1977年（昭和52年）には、秋田犬保存会創立50年を記念して、日本の犬種団体では唯一の博物館機能を持つ「秋田犬会館」が大館市に建設された。
秋田犬は、観光客誘致のシンボル的存在として扱われることもあり、2016年に大館市で発足した観光地域づくり法人（DMO）は「秋田犬ツーリズム」と命名された。 
2018年4月には、飼い主の死去などで放棄された秋田犬の新しい飼い主探しなどの拠点「秋田犬ステーション」がエリアなかいち（秋田市）に開設された。
秋田犬は飼い主以外の市民や観光客にも人気がある。秋田県内の展示施設は2018年に7カ所増えて12カ所となった。公開されている犬の過労やストレスといった問題も起きており、施設の運営団体などが2018年10月に「秋田犬ネットワーク会議」を設立して、ノウハウの交換や、犬の負担が少ないふれあい方の情報発信などに取り組んでいる。

## 秋田犬をめぐる交流

### ヘレン・ケラー
1937年（昭和12年）、来日していたヘレン・ケラーが秋田を訪れ記念に秋田犬を所望した。そこで秋田警察署の小笠原巡査部長が連れてきていた仔犬が贈られた（秋田犬「神風号」）。「神風号」は、初めてアメリカ合衆国に渡った秋田犬である。しかし、渡米から2か月で神風号は亡くなってしまったため、再度、1939年（昭和14年）に小笠原巡査部長から「剣山号」が贈られた。彼女は1948年（昭和23年）の再来日時に秋田を再訪して謝意を表している。

### 忠犬ハチ公
忠犬ハチ公が縁で、秋田県大館市（ハチの出生地）、東京都渋谷区（ハチの暮らした街）、三重県津市（飼主の上野英三郎の出身地）、山形県鶴岡市（逸話を広めるきっかけとなった斎藤弘吉の出身地）で自治体間の交流がある。

### 秋田犬の贈呈

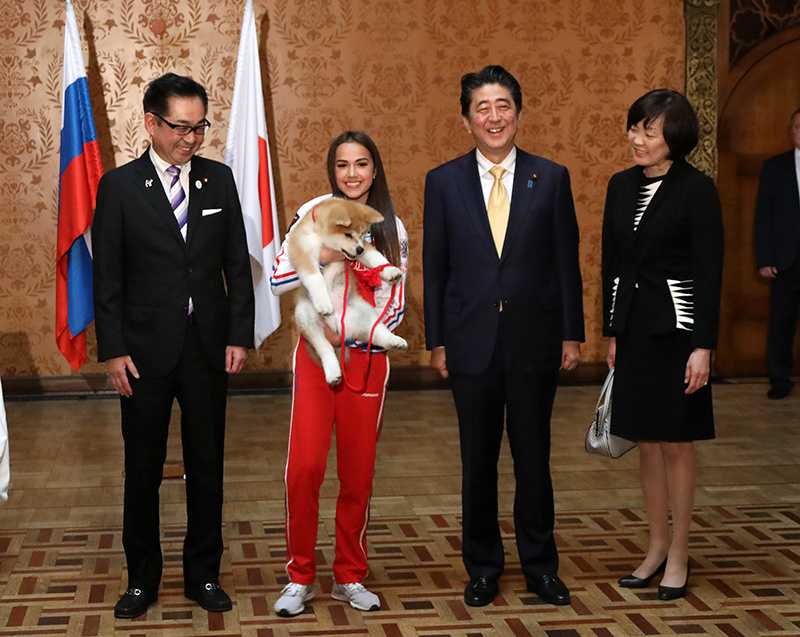
ザギトワらと秋田犬「マサル」（2018年5月）

- 1937年と1939年にヘレン・ケラーに計2頭贈られた。
- 2012年（平成24年）7月に、前年の東日本大震災時の支援に対する返礼として、秋田県からメスの子犬「ゆめ」がロシア連邦のプーチン大統領に贈られた[30]。
- 2017年2月に、白鵬翔に贈られた[31]。
- 2018年5月に、平昌オリンピックフィギュアスケート女子金メダリストのアリーナ・ザギトワ（ロシア）に秋田犬保存会からメスの子犬「マサル (Масару)」が贈られた[32][33][34]。
- 2018年7月に、朝青龍明徳にオスの子犬の「マサオ」が贈呈された[35]。前述の「マサル」のいとこである。
- 日本維新の会の衆議院議員・遠藤敬は秋田犬のブリーダー（繁殖者）としても有名で、遠藤の「泉州高師浜荘」産の秋田犬は高い評価を受けている。2016年から公益社団法人「秋田犬保存会」の代表理事を務めている[36]。遠藤は国会議員になって以降、大阪18区選挙区や重複立候補した近畿比例ブロックの有権者に秋田犬を無償で譲渡してきており、公職選挙法違反が指摘されている[37]。

## 畜犬団体
秋田犬の畜犬団体は以下の通り。背景が灰色の団体は現在活動していない。
| 団体名         | 通称   | 所在地         | 備考               |
| -------------- | ------ | -------------- | ------------------ |
| 秋田犬保存会   | 秋保   | 秋田県大館市   |                    |
| 秋田犬保存協会 | 秋保協 | 秋田県大館市   | 1961年に秋保と合併 |
| 秋田犬協会     | 秋協   | 神奈川県鎌倉市 | 2016年に解散       |

## 品評会
5月3日に開催される品評会では、審査基準として「尻尾が円を描く」「歯並び」「耳が立つか」など60項目が存在する。

## モチーフ

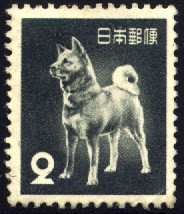
1953年発行の2円切手

### 切手
- 2円普通切手の意匠
  - 1953年（昭和28年）8月25日 - 1989年（平成元年）3月31日発行
  - 1989年（平成元年）4月1日 - 2002年（平成14年）9月30日発行 刷色変更、“NIPPON”追加
- 平成18年（2006年）用年賀切手の意匠[39]
  - 2005年（平成17年）11月15日発行 50円郵便切手

### キャラクター
- 北都銀行のマスコットキャラクター「ほっくん」、及び前身の「うぎんのコロちゃん」は秋田犬である。
- 秋田朝日放送のマスコットキャラクター「ミーチュー」は秋田犬がモチーフである。
- 国土交通省東北地方整備局能代河川国道事務所のマスコットキャラクター「たくすくん」「みらいちゃん」は秋田犬がモチーフである。
- 秋田ふるさと村のマスコットキャラクター「ノブ」は秋田犬がモチーフである。
- 秋田内陸縦貫鉄道AN-8800形気動車
- ラッピング車両「秋田犬っこ列車」
- もろこし - 秋田の銘菓秋田犬がデザインされている
- 秋田県のボランティアキャラ、「エイト」「エール」「エース」は秋田犬である。
- 秋田ダイハツ販売のマスコットキャラクター「ダイハチ」は秋田犬である。
- Jリーグジェフユナイテッド市原・千葉のマスコット「ジェフィ」「ユニティ」は秋田犬の兄弟である。

### 作品
- 秋田県出身の漫画家高橋よしひろの漫画『白い戦士ヤマト』の主人公・ヤマト、『銀牙 -流れ星 銀-』の主人公・銀やその続編『銀牙伝説WEED』の主人公・ウィードは秋田犬である。
- 「太陽の犬」 - 日本テレビ系列の秋田犬親子が主人公のドラマ
- 「スノープリンス 禁じられた恋のメロディ」 - 秋田犬と主人公の少年の映画
- 「HACHI 約束の犬」 - アメリカ版ハチ公
- 平治 (犬) - 山のガイド犬として「奇跡の山 さよなら、名犬平治」で映画化された秋田犬
- わさお - 実在した秋田犬。「ぶさかわ犬」として人気があり、テレビ番組に取り上げられたほか、映画の題材にもなった。

## ギャラリー

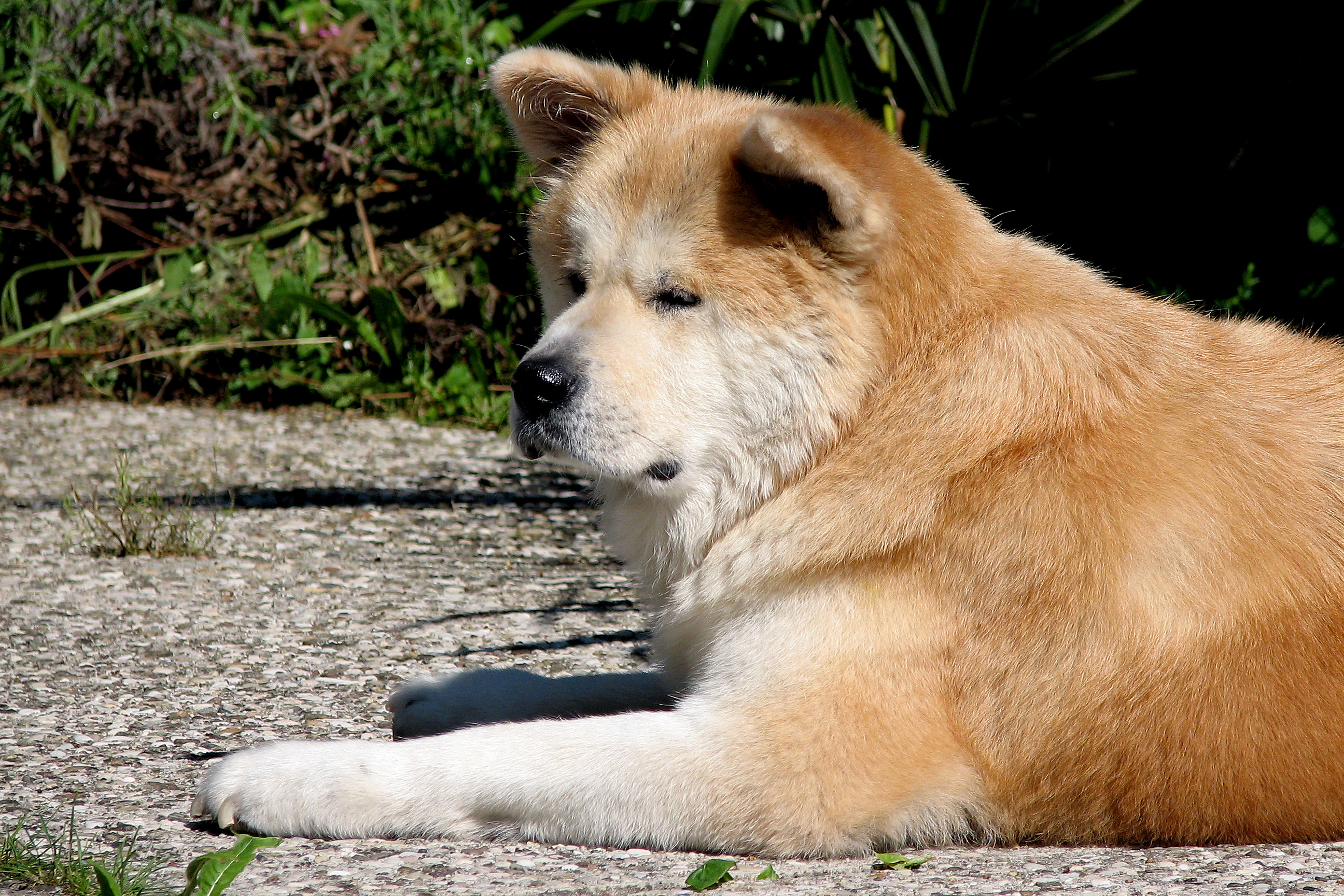
赤毛
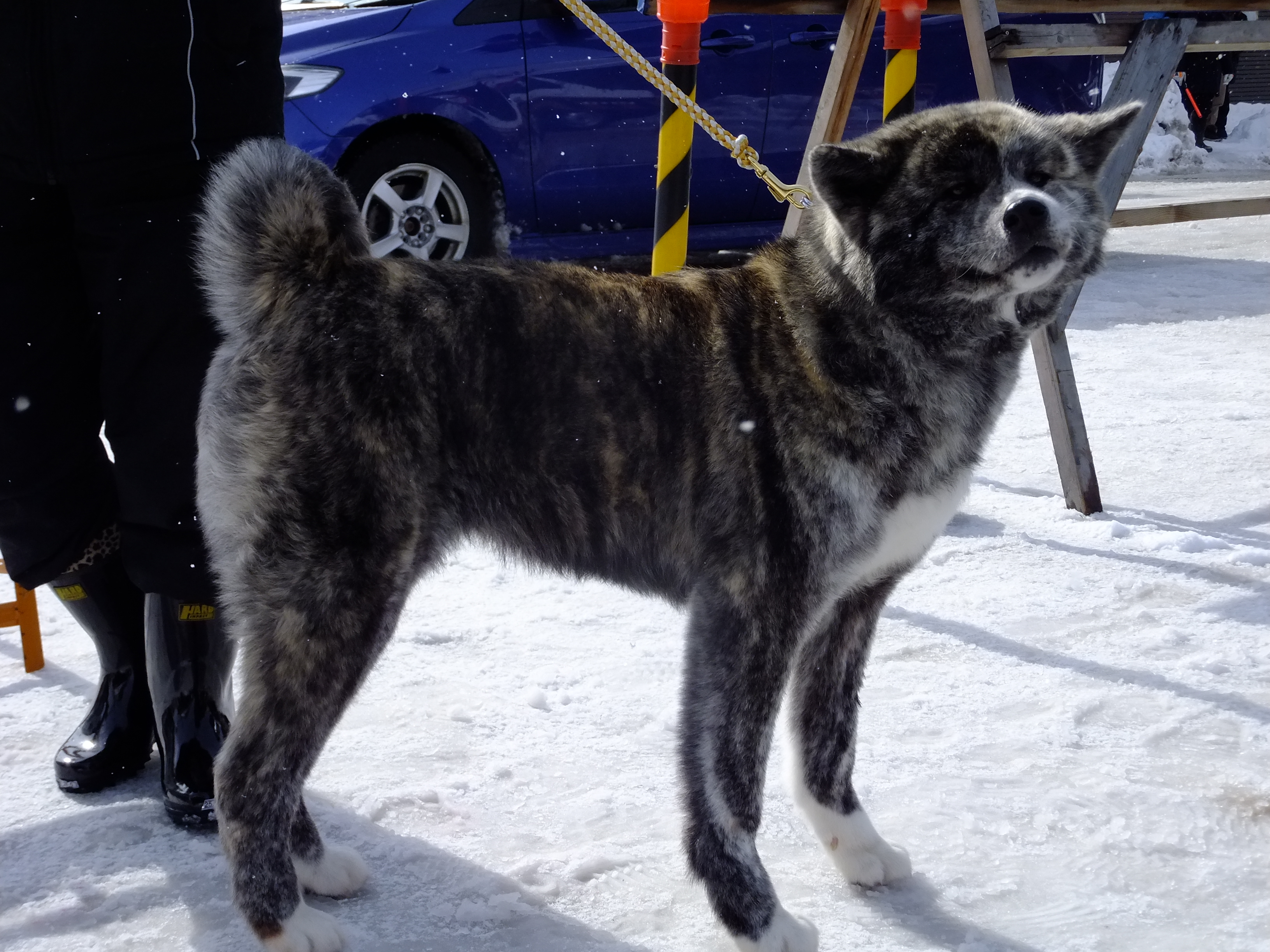
虎毛
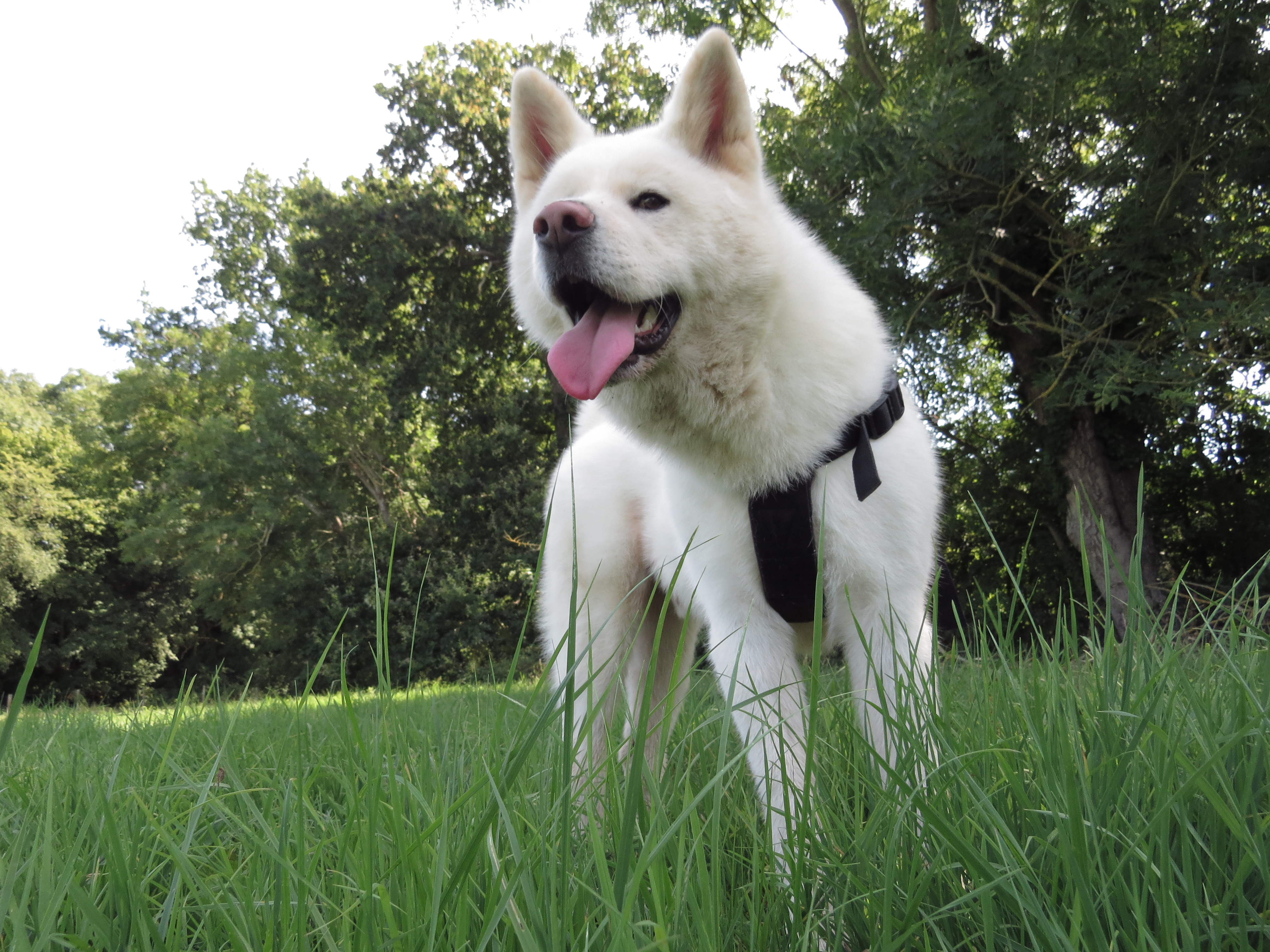
白毛